# Przesmyki (gromada)
Przesmyki – dawna gromada, czyli najmniejsza jednostka podziału terytorialnego Polskiej Rzeczypospolitej Ludowej w latach 1954–1972.
Gromady, z gromadzkimi radami narodowymi (GRN) jako organami władzy najniższego stopnia na wsi, funkcjonowały od reformy reorganizującej administrację wiejską przeprowadzonej jesienią 1954 do momentu ich zniesienia z dniem 1 stycznia 1973, tym samym wypierając organizację gminną w latach 1954–1972.
Gromadę Przesmyki z siedzibą GRN w Przesmykach utworzono – jako jedną z 8759 gromad – w powiecie siedleckim w woj. warszawskim, na mocy uchwały nr VI/10/18/54 WRN w Warszawie z dnia 5 października 1954. W skład jednostki weszły obszary dotychczasowych gromad Kaliski, Kukawki, Przesmyki,() Raczyny, Rzewuski Stare, Tarkówek Mały, Zalesie, Głuchówek() i Górki() ze zniesionej gminy Przesmyki oraz obszar dotychczasowej gromady Tarków ze zniesionej gminy Tarków() w tymże powiecie. Dla gromady ustalono 20 członków gromadzkiej rady narodowej.
1 stycznia 1956 gromada weszła w skład nowo utworzonego powiatu łosickiego w tymże województwie.
31 grudnia 1959 do gromady Przesmyki przyłączono obszar zniesionej gromady Kamianki Lackie w tymże powiecie.
Gromada przetrwała do końca 1972 roku, czyli do kolejnej reformy gminnej. 1 stycznia 1973 – tym razem w powiecie łosickim – reaktywowano gminę Przesmyki (od 1999 gmina Przesmyki jest ponownie w powiecie siedleckim).